# Hugenotské války
Hugenotské války, též náboženské války (francouzsky guerres de Religion) byl konflikt probíhající ve Francii mezi hugenoty a katolíky v letech 1562–1598. Historici většinou uvádějí těchto válek osm.

## Příčiny Války
Do Francie ve 20. letech 16. století začalo pronikat luteránství, avšak tehdejší královské vládě se téměř úplně podařilo jej potlačit. Další značnou odezvu ovšem získal kalvinismus, který se šířil od poloviny 16. století hlavně v jižní a jihovýchodní Francii. Přijímali jej bohatí i drobní měšťané a vítala jej i šlechta a část poddaných, ti všichni v kalvinismu viděli prostředek očisty z tehdejších nedobrých poměrů: buď církevních (dosud nereformovaná, často zpustlá a bohatá církev), nebo společenských (napětí mezi měšťany a poddanými na jedné a privilegovanými stavy – církví a šlechtou – na druhé straně, mezi dvorskou a venkovskou aristokracií a kvůli posilování panovnické moci) anebo i hospodářských (inflace způsobená přílivem drahých kovů ze španělských amerických kolonií a vyčerpávajícími „italskými válkami“ – šesti mezi lety 1521 a 1559). 

Náboženská mapa Francie v 16. století:
území katolické šlechty
území hugenotské šlechty
oblasti, o které sváděli boj katolíci s hugenoty
majoritně luteránské oblasti

Na vedoucích pozicích mezi francouzskými kalvinisty, zvanými hugenoti, byli Bourboni, blízcí příbuzní (následující je v nástupnictví) královské dynastie z Valois, kteří panovali v malém Navarrském království v západních Pyrenejích, jehož větší část jim vzal aragonský král Ferdinand II. Zatímco hugenotští Bourboni měli naději na královskou korunu, vévodové de Guise (dále jen Guisové) se snažili urvat nekompromisním katolictvím královskou moc pro sebe a pro katolickou ligu.
Při širším pohledu by se dalo říci, že "Hugenotské války" byly jen částí válek a bojů mezi Habsburky, snažícími se ovládnout celou jižní, západní a střední Evropu, a silami jim v tom bránícími. Katolická liga a Guisové byli do jisté míry "jen"
agenty (španělských) Habsburků. Tyto války a boje trvaly od konce 15. století až do konce francouzsko-španělské války (Pyrenejským mírem) 1659, která pro Francii a Španělsko byla pokračováním třicetileté války.

## První tři náboženské války
První začala roku 1562 masakrem hugenotů ve Wassy. Tyto války trvaly s různými jednáními, míry (edikt amboiský a míry z Longjumeau a ze Saint-Germain-en-Laye) a jejich porušováním do roku 1570.

## Bartolomějská noc

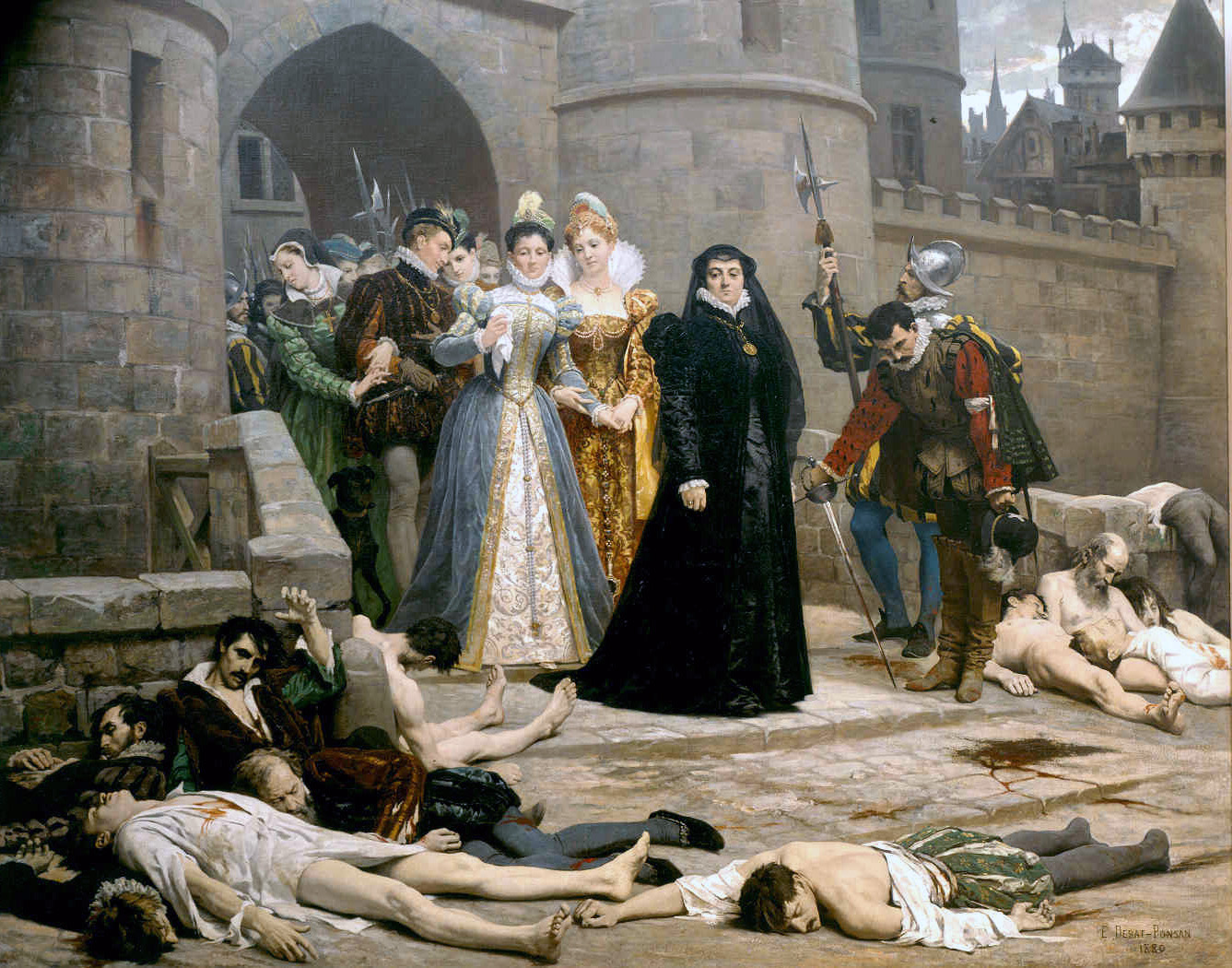
Jednoho rána před branami Louvru, obraz z 19. století od Édouarda Debat-Ponsana (Kateřina Medicejská v černých šatech)

Napětí mezi Guisy a hugenoty, ale už také mezi královskou rodinou, v níž měla velký vliv královna matka Kateřina Medicejská a která sňatkem své dcery princezny Markéty z Valois s Jindřichem Navarrským chtěla dosáhnout usmíření, vyvrcholilo ve vraždění Bartolomějské noci (noci ze 23. srpna na 24. srpna 1572) v noci po svatbě. Vražděni byli předáci hugenotů a i ostatní v Paříži právě přítomní hugenoté, kteří přijeli na jednání a na svatbu do silně katolické Paříže v až provokativně velkém počtu. V průběhu masakru jen v Paříži zemřelo 2 700 hugenotů a v dalších dnech po celé Paříží 20 000. Mnoho lidí bylo zavražděno "omylem". Aby ženich, králův švagr nebyl zavražděn, musel přestoupit na katolickou víru. Slavného chirurga Ambroise Parého, který byl také hugenot, zachránil samotný
král Karel IX. tím, že ho schoval do šatníku.

## Další náboženské války (čtvrtá až osmá)
Bartolomějskou nocí se situace ještě více vystupňovala. Války trvaly opět s různými jednáními a míry (edikt z Beaulieu, také známý jako mír Pána, smlouva z Joinville, edikt z Nemours, míry z Longjumeau a opět ze Saint-Germain-en-Laye) a jejich porušováním do roku 1598. Oproti předcházejícím náboženským válkám sílilo i napětí mezi Guisy a jejich katolickou ligou a královskou rodinou, jež jimi byla vmanévrována i do vraždění Bartolomějské noci.
Toto napětí se mimo jiné projevilo i zavražděním vévody Jindřicha I. de Guise a jeho bratra, kardinála de Guise královými ozbrojenci na zámku v Blois a krále Jindřicha III. dominikánským mnichem Jacquesem Clémentem v Saint-Cloudu.

## Náboženské války – shrnutí
Trvaly s přestávkami, spíše menšími, od roku 1562 do roku 1598.
Hugenotská šlechta podporovaná Anglií a německými protestantskými knížaty měla silné pozice v jižních a jihozápadních krajích Francie. V Paříži, v severní a východní Francii dominovala Katolická liga vedená rodem Guisů za podpory Habsburků hlavně španělských převážně z jejich nizozemských a říšských držav.
Ani jedné straně se nepodařilo trvaleji dosáhnout jednoznačné vojenské převahy. K únavě se přidala snaha umírněných katolíků,
zvaných „politici“ (politiques) a hugenotů po dorozumění a míru. Po zavraždění posledního krále z rodu Valois Jindřicha III. nastoupil na trůn jeho švagr vůdce hugenotů Bourbon Jindřich IV. Získal si dosud váhající katolíky i odbojnou Paříž tím, že přestoupil ke katolictví ("Paris vaut bien une messe." – Paříž stojí za mši.) 1593. V roce 1598 vydal Edikt Nantský ve městě Nantes, zajišťující rovnoprávnost mezi katolíky a hugenoty. Byla to první listina zajišťující svobodu náboženského vyznání.

## Následky
Více než třicet let trvající hugenotské války Francii zasáhly jak hospodářsky, tak i politicky. Naštěstí Jindřich IV. se nepochybně projevil jako výborný panovník. Uklidnil znesvářené šlechtické rody a snížil daně rolníkům. Začal se účinně bránit lichvě a zpronevěrám ve státní správě. Dal opravit cesty a splavňovat řeky, vyhloubil kanál mezi řekami Seinou a Loirou. Začalo se stavět loďstvo, byla založena Východoindická obchodní společnost a podporována kolonizace v Kanadě. Francie byla opět politicky silná, a zbavena hospodářských následků války. Později byla skvělá vláda Jindřicha IV. ukončena jeho zavražděním rukou katolického fanatika Françoise Ravaillaca.